# Tadeusz Fritz

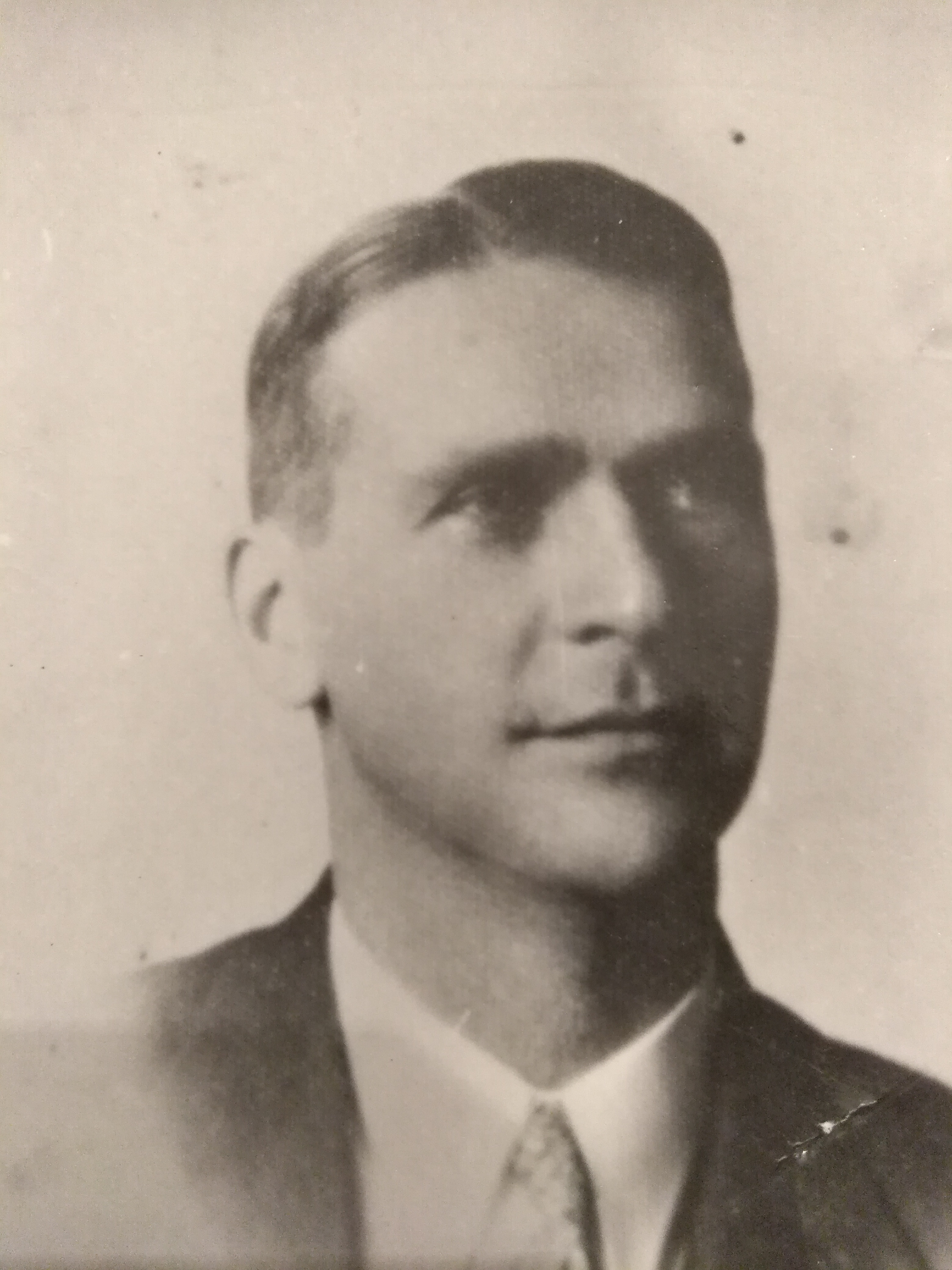
Tadeusz Fritz w okresie międzywojennym.

Tadeusz Adam Fritz (ur. 27 października 1898 w Lesznie, zm. 11 marca 1985 w Burnley) – kapitan piechoty Wojska Polskiego.

## Życiorys
Urodził się w Lesznie, na terenie ówczesnego Imperium Rosyjskiego, w rodzinie Edwarda Fritza (ur. ok. 1860, zm. przed 1934), księgowego w cukrowni "Michałów", pochodzącego z Niemiec, z terenów Brandenburgii, i Stefanii Fritz z d. Słońskiej (ur. 1863). Matka była siostrą Stanisława Słońskiego. Miał dwie starsze siostry: Marię (po mężu Górską) i Zofię (po mężu Płocką), a także starszego brata Bronisława (ur. 1891), rotmistrza Wojska Polskiego.
8 czerwca 1916 zgłosił się do okupującej Warszawę Armii Austro-Węgierskiej. Otrzymał przydział do II Brygady Legionów Polskich, do 1 szwadronu, 2 Pułku Ułanów. W 1917, awansowany na stopień kaprala. W lipcu 1917, z powodu kryzysu przysięgowego zdezerterował z wojska, a następnie przez parę miesięcy pracował, jako praktykant rolny w Mińsku Mazowieckim. Pod koniec 1917, wstąpił do Polskiej Siły Zbrojnej. Od 1 lutego do 11 lipca 1918 uczęszczał do klasy „B”, Szkoły Podchorążych Piechoty. Od lipca 1918 służył w 1 Pułku Piechoty, gdzie jako kapral podchorąży dowodzi plutonem. Od października 1918 w Wojsku Polskim.
Po odzyskaniu przez Polskę niepodległości służył w II batalionie 1 pułku, przemianowanego następnie na 7 Pułk Piechoty Legionów. Brał udział w walkach o Cieszyn, podczas wojny polsko-czechosłowackiej. Następnie, pułk został przeniesiony na front polsko-ukraiński, gdzie przebywał do połowy 1919. W 1919, awansowany na podporucznika. W tamtym czasie, pułk walczył także z Armią Czerwoną. Pod koniec 1919, wszedł w skład polskich oddziałów, pod dowództwem generała Edwarda Śmigłego-Rydza, które zostały wysłane na Łotwę, w ramach pomocy, w walce z Armią Czerwoną. 15 maja 1920, ppor. Fritz został ranny pod Kubliczami. Przebywał na rekonwalescencji w Warszawie. Następnie walczy w szeregach swojego pułku.
W 1921, 7 Pułk Piechoty, wszedł w skład garnizonu Chełm. Tadeusz Fritz dowodził tam 5 kompanią. W tym też roku, awansowany został na porucznika. W czasie przewrotu majowego, brał udział w walkach po stronie zamachowców. Na kapitana, mianowany ze starszeństwem z 1 stycznia 1928. W 1929 został przeniesiony do Dowództwa Okręgu Korpusu Nr II w Lublinie, gdzie służył, jako adiutant dowódcy korpusu, generała Jerzego Dobrodzickiego. W 1934 przeniesiony, najpierw do 8 Pułku Piechoty Legionów, w garnizonie Lublina, a parę miesięcy później do Radomia, z przydziałem do 72 Pułku Piechoty. Równocześnie był instruktorem podchorążych, na okręg radomski. W 1939 pełnił służbę w II Gdyńskim Batalionie ON na stanowisku dowódcy kompanii Gdynia IV. Równocześnie pełnił funkcję komendanta miejskiego PW Gdynia IV. W tym samym roku ukończył kurs w Rembertowie i oczekiwał na awans na majora. Na początku kampanii wrześniowej, dostał się do niewoli i został osadzony w Berlinie. Następnie przeniesiony do Oflagu X C w Lubece. 20 kwietnia 1942 został przeniesiony do Oflagu II C Woldenberg .
Podczas pobytu w oflagu, niemieccy oficerowie proponowali mu, ze względu na pochodzenie z niemieckiej rodziny podpisanie volkslisty i przydział, w stopniu Hauptmanna do Wehrmachtu. Propozycję kategorycznie odrzucił. W obozie ciężko zachorował na żołądek. Po wyzwoleniu obozu, spędził kilka tygodni we Włoszech na rekonwalescencji. Następnie, w stopniu kapitana służył w jednej z kompanii wartowniczych. Służył w mieście Civitanova. Ze służby odszedł w 1946. Po wojnie na stałe osiadł w Burnley, gdzie początkowo pracował jako pracownik fabryczny, a następnie prowadził sklep spożywczy. 29 maja 1969 uzyskał brytyjskie obywatelstwo. Zmarł, po przejściu udaru, 11 marca 1985 w Burnley.

## Życie prywatne
Tadeusz Fritz w 1923 ożenił się z rozwódką, Leokadią Posturzyńską z d. Luszawską (ur. 9 grudnia 1902 w Uhrze, zm. 29 grudnia 1984 w Dębicy). Leokadia, miała córkę Lilianę (1921–2018). Oprócz niej, para doczekała się córki Barbary (ur. 1934). Tadeusz Fritz, w Burnley związał się z inną kobietą, w wyniku niemożności powrotu do Polski.

## Ordery i odznaczenia
- Krzyż Niepodległości (28 grudnia 1933)[12][1]
- Krzyż Walecznych (dwukrotnie)[13]
- Srebrny Krzyż Zasługi (10 listopada 1928)[14][13]
- Medal Pamiątkowy za Wojnę 1918–1921[15]
- Medal Dziesięciolecia Odzyskanej Niepodległości[15]
- Odznaka za Rany i Kontuzje[15]
- Krzyż Żelazny (Prusy)
- Medal 10 Rocznicy Wojny Niepodległościowej (Łotwa, 1929)[16]